# Enzian (Rakete)

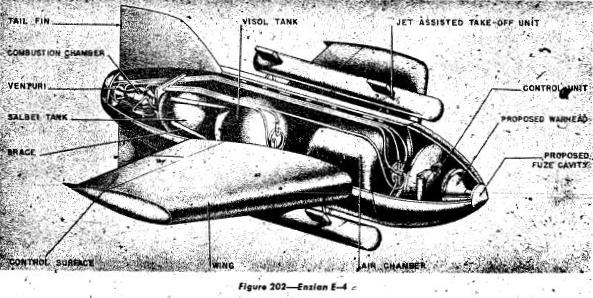
Zeichnung der Flugabwehrrakete Enzian

Die Enzian war eine in Entwicklung befindliche deutsche Flugabwehrrakete während des Zweiten Weltkrieges. Die Rakete war sowohl für den Boden-Luft- als auch den Luft-Luft-Einsatz vorgesehen. Sie wurde in Oberammergau von der Oberbayerischen Forschungsanstalt, einer Zweigstelle der Messerschmitt-Werke, entwickelt und unter anderem in der Erprobungsstelle der Luftwaffe Peenemünde-West getestet.

## Technische Daten

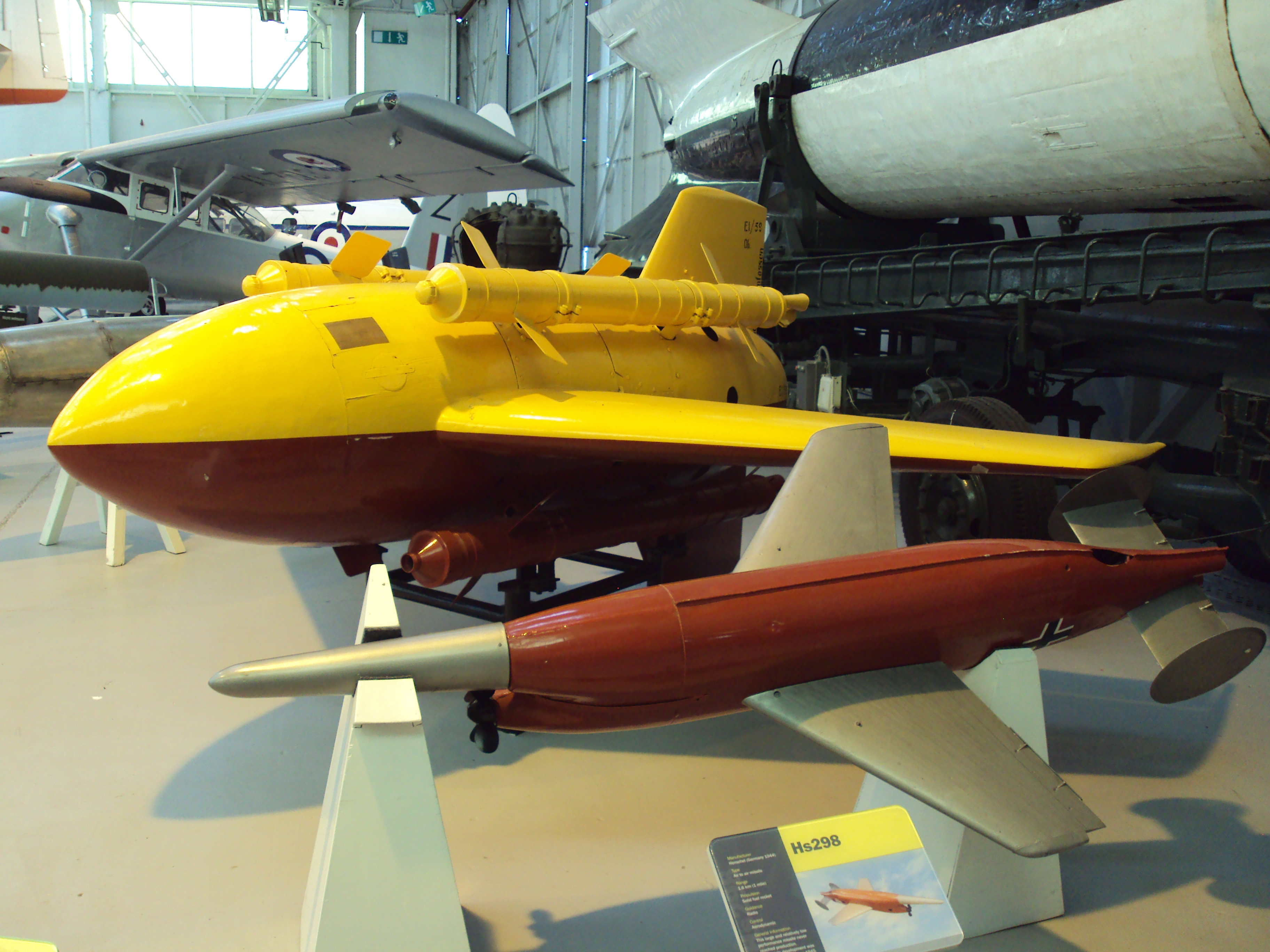
Flugabwehrrakete Enzian (gelb-rot lackiert) hinter einer Henschel Hs 298 in einem britischen Museum

| Daten             | Enzian E-4                                             |
| ----------------- | ------------------------------------------------------ |
| Erstflug          | August 1944                                            |
| Hersteller        | Holzbau Sonthofen                                      |
| Stückzahl         | 60+                                                    |
| Spannweite        | 4 m                                                    |
| Länge             | 4 m                                                    |
| Startgewicht      | 1800 kg                                                |
| Gefechtskopf      | 500 kg                                                 |
| Schub + Brennzeit | Haupttriebwerk 2000 kg, 72 s Startraketen 6000 kg, 6 s |
| Treibstoff        | 550 kg                                                 |
| Geschwindigkeit   | 300 m/s max.                                           |
| Beschleunigung    | 3,6 G                                                  |
| Reichweite        | 25 km                                                  |
| Dienstgipfelhöhe  | 16 km                                                  |

## Aufbau
Die Enzian besaß einen stämmigen Rumpf mit kurzen Flügeln sowie Bauch- und Rückenflossen. Einer der wichtigsten Vorteile bestand darin, dass der Rumpf aus geformtem Sperrholz bestand, einem Material, das der deutschen Kriegswirtschaft in ausreichender Menge zur Verfügung stand.

## Antrieb

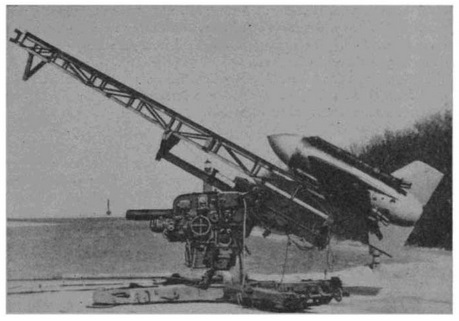
Enzian auf Startlafette

Die Enzian wurde auf der Grundlage des Raketenjägers Messerschmitt Me 163 entwickelt. Die ersten Versuchsmuster E-1, E-2 und E-3 besaßen noch den gleichen Walter-Flüssigkeitsraketenantrieb wie die Me 163. Die späteren Versionen E-4 und E-5 wurden von einem neu entwickelten Zweistoff-Raketenmotor angetrieben. Der Treibstoff war Nitriersäure „Salbei“ (92 % Salpetersäure und 8 % Schwefelsäure) und Ethylvinylether/Divinylisobutylsäureester Visol im Mischungsverhältnis 1,4:1. Die Mischung ergab ein spontan reagierendes Hypergol; es entzündete sich beim Kontakt selbständig. Dennoch wurde ein elektrischer Zünder montiert, um eine Verpuffung zu vermeiden.
Für den Start besaß der Flugkörper zusätzlich vier Feststoff-Hilfsraketen. Es waren vier Schmidding-Raketen 109-533 für Diglykol-Treibstoff, die vier Sekunden lang für 7000 kp Schub sorgten und dann abgeworfen wurden. Für den Luft-Luft-Einsatz entfielen die Hilfstriebwerke.
Als Startrampe diente die Lafette einer 8,8-cm-Flak. Die Startplattform bestand aus 6,8 m langen Schienen auf der modifizierten Lafette mit der Möglichkeit zur Einstellung von Höhen- und Seitenwinkel.

## Steuerung
In der ersten Flugphase wurde der Flugkörper über Funk gesteuert. Die Labormuster E1–E3 wurden mit der „Straßburg-Kehl“-Funkfernsteuerung (entwickelt von Telefunken und der Staßfurter Rundfunk GmbH) im 6-m-Band gesteuert; die Seriengeräte ab E4 verwendeten das „Kogge“-Fernlenkgerät im 24-cm-Band.
Den Endanflug übernahm entweder das Infrarot-Lenksystem „Madrid“ des Herstellers Kepka aus Wien oder ein akustischer Sucher von Telefunken und Messerschmitt.
Der IR-Detektor war in einem kleinen beweglichen Teleskop montiert und benutzte zur Lenkung eine Metallfahne vor dem Spiegel, um feststellen zu können, auf welcher Seite des Zentrums sich das Ziel befand. Wenn die Rakete sich kontinuierlich in die jeweils entgegengesetzte Richtung des Teleskops bewegte, lenkte sie sich auf einem so genannten Schleppkurs in das Ziel.

## Gefechtskopf
Es waren verschiedene Muster in der Erprobung, alle mit dem gleichen Gewicht:
- Eine Variante enthielt kleine Schrapnelle aus Baustahl in den Abmessungen von 20 × 30 mm mit einer Treibladung im Zentrum. Tests ergaben ein Trefferbild von 1,5 Schrapnellen pro Quadratmeter auf einer Entfernung von 65 m.
- Eine andere Variante war ein Mehrfachsprengkopf. Er enthielt 500 kleinste Schwarzpulverraketen, jede mit einer Reichweite von 300 m.